# Kid vs. Kat
Kid vs. Kat (estilizado como KiD vs KaT ) é uma série de televisão animada canadense que foi ao ar originalmente na YTV no Canadá de 25 de outubro de 2008 até 4 de junho de 2011. A série foi criada e co-dirigida por Rob Boutilier, desenvolvido e produzido pela Studio B Productions (de propriedade da WildBrain), em parceria com a YTV e a Jetix Europa para sua primeira temporada e com a Disney XD para sua segunda temporada. No total, 52 episódios foram produzidos.

## Sinopse
Quando a irmã mais nova de Coop Burtonburger, Millie, traz para casa um estranho gato de rua, sua vida idílica se despedaça quando ele descobre que o gato é na verdade um alienígena conivente e maligno com um ódio fanático pela humanidade e um objetivo despretensiosamente sinistro. Os dois passam a lutar diariamente, enquanto Coop tenta alertar aos outros sobre a ameaça do gato.

## Elenco de voz
| Personagem     | Canadá              | Brasil              |
| -------------- | ------------------- | ------------------- |
| Coop           | Erin Mathews        | Yan Gesteira        |
| Sr. Gato       | Kathleen Barr       | -                   |
| Millie         | Kathleen Barr       | Ana Lúcia Menezes   |
| Burt           | Trevor Devall       | Marco Ribeiro       |
| Dennis         | Cathy Weseluck      | Fabrício Vila Verde |
| Senhora Munson | Linda Sorenson      | Maria Helena Pader  |
| Phoebe         | Tabitha St. Germain | Christiane Monteiro |
| Harley         | Brian Drummond      | José Leonardo       |

## Produção

### Desenvolvimento
O piloto da série foi exibido pela primeira vez no MIPCOM Jr. em 2006, e a série foi oficialmente revelada sob o título Look What My Sister Dragged In em fevereiro de 2007, onde a Studio B assinou um contrato de desenvolvimento com a YTV para a série. A produção foi iniciada em janeiro de 2008.
Em 12 de fevereiro de 2008, após a compra da Studio B Productions, seu novo proprietário, a DHX Media, anunciou que havia licenciado os direitos de TV, vídeo doméstico e produtos de consumo da série para a Jetix Europa em áreas onde a empresa operava canais Jetix, enquanto a Disney- ABC International Television cuidaria da distribuição pela TV nesses territórios. A Decode Enterprises, então distribuidora de TV da DHX, cuidaria da televisão, entretenimento doméstico e direitos de merchandising e licenciamento para o resto do mundo.
Em 15 de abril de 2008, a série foi licenciada pela Decode para ir ao ar no bloco Jetix da Toon Disney nos Estados Unidos.
Em 19 de outubro de 2009, a DHX anunciou que a série havia sido renovada para uma segunda temporada. Até então, a série havia ido ao ar em mais de 10 canais Disney XD em todo o mundo. Também foi anunciado que a série havia sido licenciada para emissoras adicionais, incluindo a Vrak no Canadá, a ABC na Austrália, Disney XD América Latina, Disney XD Índia, Disney XD Japão, o Cartoon Network da Coreia do Sul e a Nickelodeon no Sudeste Asiático. Em 10 de agosto de 2010, a DHX anunciou que a TV Azteca no México e a ECTV no Equador haviam licenciado a série para a TV aberta na América Latina. 

### Cancelamento
Em 19 de agosto de 2011, Rob Boutilier anunciou via Facebook que a série não foi renovada para uma terceira temporada e que ele não tinha o direito de fazer mais episódios.

## Episódios
| Temporada | Número de episódios | Primeira Transmissão   | Última Transmissão     |
| --------- | ------------------- | ---------------------- | ---------------------- |
| 1         | 26                  | 25 de outubro de 2008  | 30 de novembro de 2009 |
| 2         | 26                  | 11 de setembro de 2010 | 4 de junho de 2011     |